# Tomás Bretón
Pour les articles homonymes, voir Breton (homonymie).
Tomás Bretón y Hernández, dit Tomás Bretón, né le 29 décembre 1850 à Salamanque et mort le 2 décembre 1923 à Madrid, est un compositeur, chef d'orchestre et violoniste espagnol.

## Biographie
Bretón s'établit à seize ans à Madrid où il joue dans l'orchestre de Barbieri et étudie au Conservatoire Royal de Madrid avec Emilio Arrieta. Il poursuit ses études à Rome, Milan, Vienne et Paris. Cette formation internationale aura une influence importante sur son œuvre et les critiques lui ont reproché par la suite de composer une musique trop peu espagnole bien qu'il ait beaucoup contribué à préserver l'existence d'un opéra espagnol original.
De 1885 à 1892 Tomás Bretón a dirigé l'orchestre de la Sociedad de Conciertos de Madrid. En 1901 il est nommé professeur au Conservatoire de Madrid.

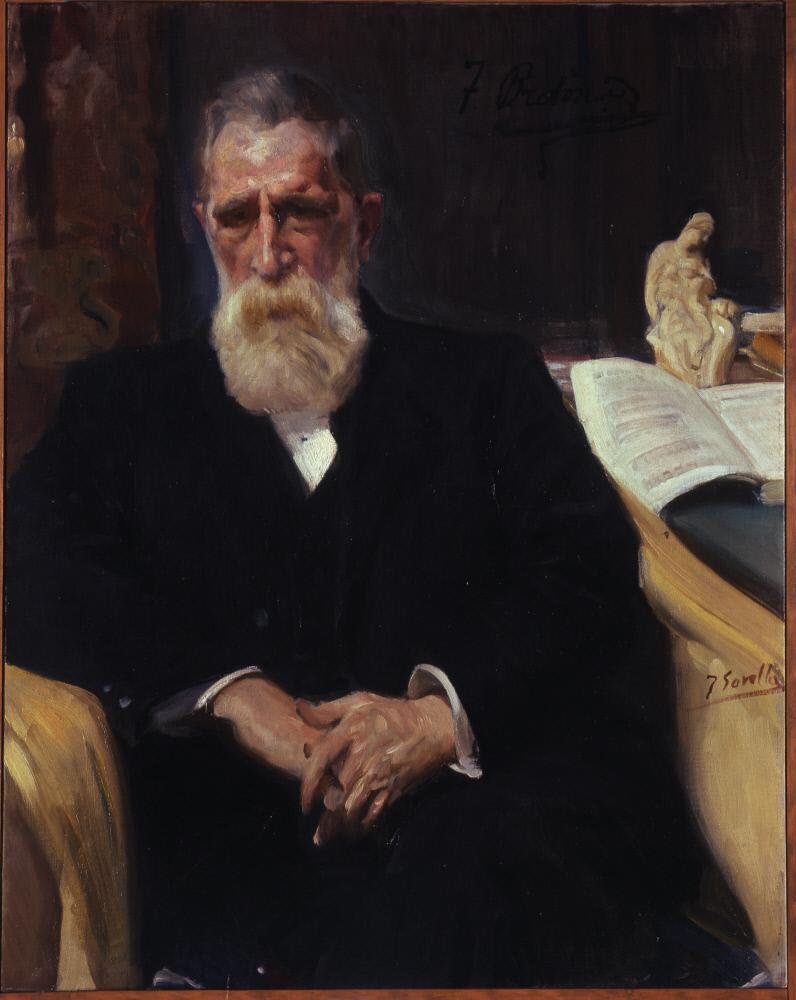
Tomás Bretón y Hernández, 1917, Joaquín Sorolla, Hispanic Society of America, New York

Tomás Bretón a composé de très nombreux opéras. Le plus célèbre est sans doute La verbena de la Paloma qui est considéré comme le modèle classique du style género chico (en) et offre un portrait musical incomparable de Madrid à la fin du XIXe siècle.

## Œuvres
Bretón a composé de nombreux opéras et zarzuelas, peu ou plus joués aujourd'hui. Cependant, le monde du disque permet de découvrir ce compositeur méconnu, qui vaut bien mieux que l'oubli froidement poli dans lequel on l'enferme parfois un peu trop facilement.

## Discographie

### Musique de chambre
- Trio avec piano de 1887 ; 4 Pièces espagnoles de 1911 - Trio LOM (novembre 2006/avril 2007, Marco Polo / Naxos) (OCLC 840714983 et 259234278)

### Musique concertante
- Concerto pour violon et orchestre en la mineur - Ara Malikian, violon ; Orchestre symphonique de Castille et Leon, dirigé par Alejandro Posada (2006, Tritó) (OCLC 971709246) — avec Jesús de Monasterio, Concerto pour violon.

### Musique pour orchestre
- En la Alhambra, sérénade pour orchestre - Orchestre de la Cité de Grenade, dirigé par Juan de Udaeta (1992, Almaviva) — avec  des œuvres de Carreras, Chapi, Monasterio.
- En la Alhambra, sérénade pour orchestre ; Boléro de concert : Orchestre symphonique d'Espagne dirigé par Ataúlfo Argenta (1953/1956, Medici Arts) (OCLC 317476709) — avec des œuvres de Albéniz, Chapi, Chueca, Falla, Granados, Guridi...
- Polo Gitano & Zapateado extraits des « Scènes Andalouses » - Orchestre symphonique d'Espagne dirigé par Ataúlfo Argenta (1955/57, BBC « Legends ») — avec des œuvres de Falla.
- Scènes Andalouses ; En la Alhambra ; Préludes d'opéras : Les Amants de Teruel... - Orchestre de la Communauté de Madrid dirigé par Miguel Roa (mars 2004/septembre 2005, Naxos) (OCLC 318998126)
- Salamanca, poème symphonique pour grand orchestre : Joven Orquesta Sinfonica Ciudad de Salamanca dirigé par Ignacio Garcia Vidal (27-29 mars 2009, Several Records) (OCLC 740378384) — avec Schubert et Turina.

### Musique lyrique
- La verbena de la Paloma, zarzuela de 1894
  - Placido Domingo, Maria Bayo... Orchestre symphonique de Madrid, dirigé par Antoni Ros-Marbà (1994, Valois V 4895) (OCLC 874934336)
  - Extraits : « El aceite de ricino » et « Séguédille » - Solistes, Chœurs et orchestre de la radio télévision Espagnole, dirigé par Igor Markevitch (1967, « Antologia de la Zarzuela » Philips) — avec divers zarzuélistes.
- La Dolorès, drame lyrique en 3 actes, de 1895
  - Matos, Pierotti, Domingo... Liceu de Barcelone, dirigé par Antoni Ros Marba (1998, Decca)
  - Extrait : Prélude - English Chamber Orchestra dirigé par Enrique Garcia Asensio (1975/77, Brilliant Classics) — avec divers zarzuélistes.
  - Extraits : Intermedio & Jota - Orchestre symphonique de Madrid, dirigé par Ataúlfo Argenta (enregistré avant 1957, Novoson) — avec Caballero : Gigantes y Cabezudos, zarzuela.